# Episode.0
Az Episode.0 Gackt japán énekes kislemeze, mely 2011. július 13-án jelent meg az HPQ kiadónál. Ezzel a kislemezzel Gackt rekordot döntött, ez lett a 39. kislemeze, amely felkerült az Oricon top tízes listájára, ezzel minden férfi előadót megelőzött Japánban.
A kislemez mindkét dalát Gackt választotta ki még 2009-ben egy rajongók számára kiírt verseny keretében, a Gackpoid Vocaloid szoftver számára.

## Számlista
Az összes szám szerzője mathru (KanimisoP) és natsu (SCL Project); hangszerelés: Kuraucsi Tacuja (倉内達矢; Hepburn: Kurauchi Tatsuya) (onetrap). 
| 1. | Episode.0                    | 4:36 |
| 2. | Paranoid Doll                | 4:24 |
| 3. | Episode.0 (instrumental)     | 5:14 |
| 4. | Paranoid Doll (instrumental) | 4:26 |

| 1. | Episode.0 (videóklip) |  |

## Slágerlista-helyezések
Oricon
| Dátum            | Slágerlista | Típus              | Legmagasabb helyezés | Eladás |
| ---------------- | ----------- | ------------------ | -------------------- | ------ |
| 2011. július 13. | Oricon      | heti kislemezlista | 3                    | 28 643 |
| 2011. július 13. | Oricon      | havi kislemezlista | 15                   | 36 562 |

Billboard Japan
| Slágerlista (2011)      | Legmagasabb helyezés |
| ----------------------- | -------------------- |
| Billboard Japan Hot 100 | 6                    |